# Freshly Riots
 Der er for få eller ingen kildehenvisninger i denne artikel, hvilket er et problem. Du kan hjælpe ved at angive troværdige kilder til de påstande, som fremføres i artiklen.

Freshly Riots var et dansk punk- og post-punk-orkester fra Himmerland.
Gruppen var fra starten stærkt inspireret af den britiske alternative scene med grupper som Stranglers, Swell Maps og Buzzcocks. Fra begyndelsen i et rå hæsblæsende tempo, ikke uden humoristiske elementer og med "PG" på keyboard, havde gruppen sit eget musikalske udtryk, som ved flere lejligheder distancerede sig fra hardcore-punken.
Freshly Riots' tekster kredsede om tidens trusler om global atomkrig og USA's udenrigspolitik, til dagligdags problemer med det at være til og tænke anderledes. Noget der kommer tydeligt frem i gruppens debutplade: Delightfully Fresh fra 1983.
Freshly Riots forblev aldrig statiske og lod sig endnu engang inspirere af de nye engelske bands som Bauhaus og Killing Joke – såkaldt post punk. Fra deres tredje plade og dermed anden lp-udgivelse hedder gruppen slet og ret "Freshly". De luftige friske numre er nu skiftet ud med et mere dystert udtryk, hvor keyboardet lægger en tung bund til de malende lydkollager.
Gruppen har optrådt ved Monody Festival, Noisy News Festival og højdepunktet var optræden på årets Roskilde Festival 1985. Derudover kan nævnes det nu nedlagte Saltlageret 1986. Freshly spillede den sidste koncert på Huset, Vester Allé i Århus, foråret 1987.

## Besætning
Gruppen blev dannet oktober 1981, og efter en turbulent periode med manglende øvelokale og en del udskiftninger så bandet således ud i 1982:
- Bo Led Andersen – vokal
- Michael "PG" Touborg Andersen – keyboard
- Jørn "Tjalfe" Iversen / Lars Gösta Rold – guitar
- Christian Frank Pedersen – trommer
- Mike Hammer – bas / vokal

- I 1983 ønskede Jørn Iversen at gå andre veje og blev erstattet af Lars Gösta Rold.
- I 1984 ønskede Bo Led Andersen at flytte til Aalborg, og vokalen blev overtaget af Mike Hammer.

## Diskografi
- Enola Gay – MC Bondeskiver 1982. Bond 001
- Perhaps – MC Bondeskiver 1982. Bond 002
- Delightfully Fresh – 7" EP Bondeskiver 1983. Stiv 001
- Hope – LP Bondeskiver 1984. Kolos 1
- Complication, A Danish Compilation – LP Bondeskiver 1984. Kolos 2
- Freshly (MkII) Fry / Born Under Stars – Promotion MC. Bond 006
- Freshly (MkII) Air (Quoth She) – LP Bondeskiver 1986. Kolos 3